# Tehuacan, Chiapas
Tehuacan är en ort i Mexiko.   Den ligger i kommunen Tumbalá och delstaten Chiapas, i den sydöstra delen av landet, 800 km öster om huvudstaden Mexico City. Tehuacan ligger 1 221 meter över havet och antalet invånare är 321.
Terrängen runt Tehuacan är kuperad åt sydväst, men åt nordost är den bergig. Runt Tehuacan är det ganska tätbefolkat, med 149 invånare per kvadratkilometer. Närmaste större samhälle är Yajalón, 11,8 km söder om Tehuacan. I omgivningarna runt Tehuacan växer i huvudsak städsegrön lövskog.